# Норик татринський
{{#ifeq:0|0|{{#if:|{{#if:Microtustatricus|[[]}}|}}}}
Норик татринський, або полівка татринська (Microtus (Terricola) tatricus) — один із видів роду Норик (Terricola), представник класу ссавців з ряду гризунів родини Щурових (у ширшому розумінні — хом'якових). У давній науковій літературі нориків розглядали у складі роду Microtus sensu lato як його окремий підрід, використовуючи для нього назву американських чагарникових нориць — Pitymys. Раритетний вид, занесений до Червоної книги України та інших природоохоронних документів.

## Таксономія
Звичайно розглядають у складі підроду (в межах роду Microtus) або роду Terricola Fatio. Належить до групи альпійсько-карпатських чагарникових "полівок" — "multiplex-tatricus". Популяція норика татринського з української частини Східних Карпат описана як Terricola tatricus zykovi Zagorodniuk.
Вид є морфологічно близьким до симпатричного з ним норика підземного (Terricola subterraneus), і при визначенні виду необхідно враховувати низку дрібних морфологічних (зокрема й краніальних) ознак. Ці два види добре розрізняються за каріотипом: 2n=32 у татранського, 2n=52=54 у підземного.

## Опис
Довжина тіла — 80–110, хвіст — 36–42 мм, до 40 % довжини тіла, на ступнях задніх лапок зазвичай тільки 5 мозолей; очі малі (до 2 мм); вуха ледь виступають з хутра; хутро спини довге, темно-буре, низ білий; у самиць грудні соски відсутні (2 пари пахових). Довжина лапок понад 15,5 мм (часто 16–17). Вага 13–35 г.

## Поширення

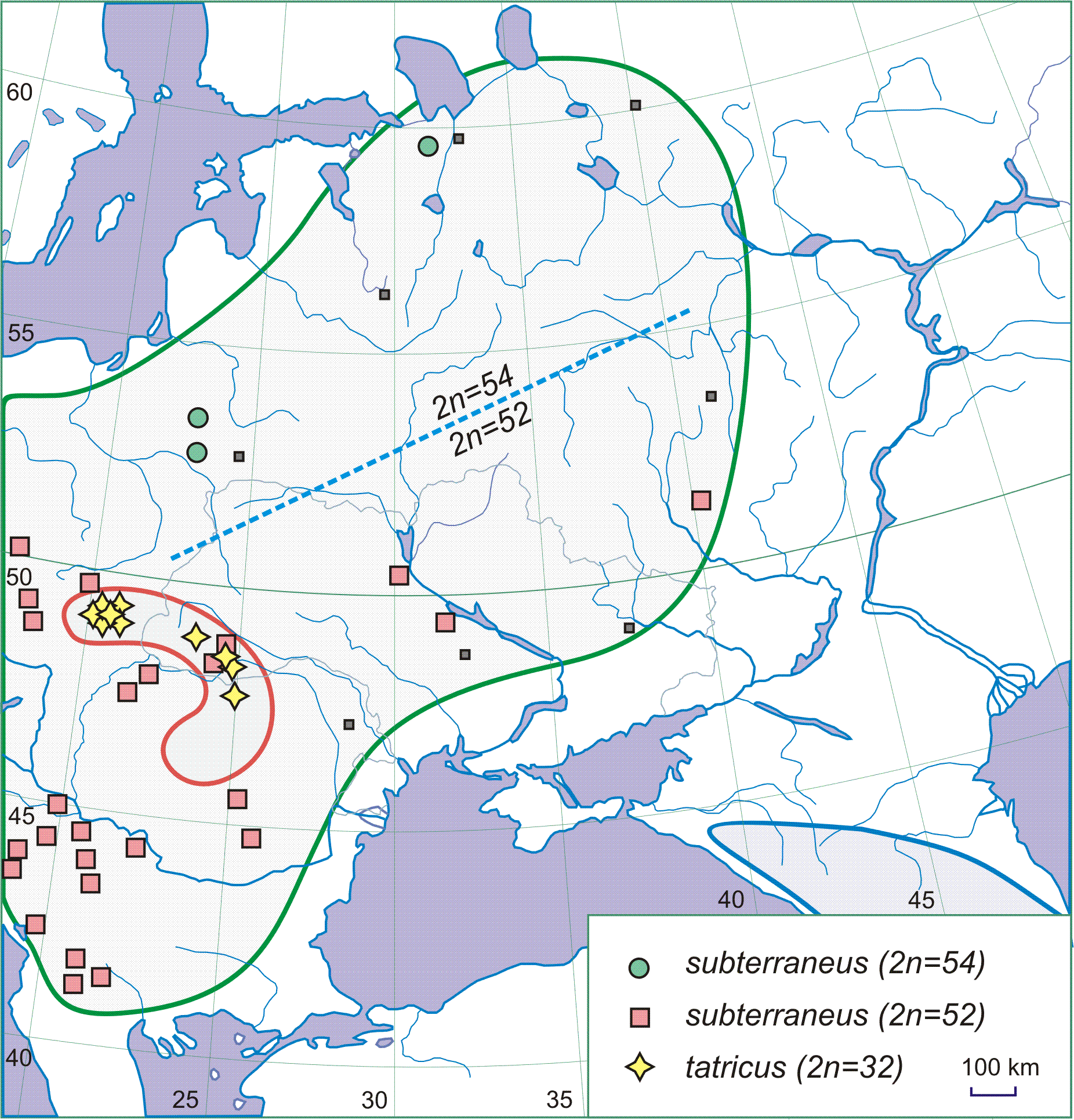
Ареали нориків (Terricola) у східній Європі. Знахідки полівки татринської показано зірочками і обведено пунктиром (за: Загороднюк, 2005)

Основний ареал — Польща й Словаччина, також трапляються в Українських та Румунських Карпатах. Загальний ареал займає менш ніж 2000 км². Трапляються на висотах 650—2350 м над рівнем моря. Досить рідкісний вид, загальна кількість може становити 200 000–250 000 особин. Ареал сильно фрагментований. Мешкають у ялиново-букових лісах з розвиненим підліском.

## Поведінка
Веде норовий спосіб життя і має цілорічну сутінково-нічну активність. Живиться зеленими частинами трав'янистих рослин. Плодить 1–2 рази на рік, в середньому по 3 малят. Популяційні хвилі не виразні, темпи розмноження низькі.

## Охорона
На більшій частині ареалу стан природних популяцій виду залишається більш-менш стабільним. Саме тому він, згідно Червоного списку МСОП, отримав охоронну категорію «відносно благополучний вид». Але в окремих регіонах спостерігається тенденція до зниження чисельності популяції виду. Тому полівка татранська занесена до Резолюції 6 Бернської конвенції, для яких Україна створює Смарагдову мережу, а також до Додатку II цієї ж конвенції (охоронна категорія: види фауни, що підлягають особливій охороні), а також до Директиви Європейського Союзу 92/43/ЄС «Про збереження природних оселищ та видів природної фауни і флори» (Додаток II. Види рослин і тварин, що становлять особливий інтерес для Європейського Союзу, збереження яких потребує створення територій особливої охорони. Додаток IV. Види рослин і тварин, що становлять особливий інтерес для Європейського Союзу, які потребують суворих заходів охорони).